# Філіп Стажинський
Філіп Стажинський (пол. Filip Starzyński, нар. 27 травня 1991, Щецин) — польський футболіст, атакувальний півзахисник клубу «Заглемб'є» (Любін) і національної збірної Польщі.

## Клубна кар'єра
Народився 27 травня 1991 року в місті Щецин. Вихованець футбольної школи клубу «Рух» (Хожув). Дорослу футбольну кар'єру розпочав 2011 року в основній команді того ж клубу, в якій провів чотири сезони, взявши участь у 100 матчах чемпіонату. Більшість часу, проведеного у складі хожувського «Руха», був основним гравцем команди.
Влітку 2015 року контракт Стажинського закінчився і він, отримавши статус вільного агента, уклав контракт з бельгійським «Локереном». У новій команді не зміг стати гравцем основного складу, тож на початку 2016 року повернувся на батьківщину, погодившись на умовах піврічної оренди приєднатися до «Заглемб'є» (Любін).

## Виступи за збірні
2012 року провів одну гру у складі молодіжної збірної Польщі.
2014 року дебютував в офіційних матчах у складі національної збірної Польщі. У травні 2016 був включений до попередньої розширеної заявки збірної для участі у фінальній частині чемпіонату Європи 2016 року.